# Capitoli di Keroro

Copertina del primo volume dell'edizione italiana.

Questa è la lista dei capitoli del manga Keroro, realizzato da Mine Yoshizaki. In Giappone la serie è serializzata da Kadokawa Shoten sulla rivista Shōnen Ace. I singoli capitoli sono poi raccolti in volumi formato tankōbon, pubblicati a partire dal 29 novembre 1999 a cadenza aperiodica. La serie segue le avventure del Plotone Keroro, un esercito di alieni invasori dall'aspetto simile a rane che tenta di impossessarsi del pianeta Terra partendo dalla loro base segreta sotto alla casa della famiglia Hinata.
Il manga viene pubblicato in italiano da Star Comics sulla testata Up a partire dal 17 aprile 2007 in volumi corrispondenti agli originali giapponesi. La pubblicazione è stata interrotta tra il 2008 e il 2010 per aspettare l'arrivo dei nuovi volumi dal Giappone. Il 26 gennaio 2010 la pubblicazione è ripresa sulla testata Storie di Kappa con l'uscita del volume 16.

## Volumi 1-10
| Nº | Titolo italiano Giapponese 「Kanji」 - Rōmaji | Data di prima pubblicazione          | Data di prima pubblicazione |
| Nº | Titolo italiano Giapponese 「Kanji」 - Rōmaji | Giapponese                           | Italiano                    |
| 1  | Keroro 1 「ケロロ軍曹 1」 - Keroro gunsō 1 | 29 novembre 1999 ISBN 4-04-713307-8  | 17 aprile 2007              |
| 1  | Capitoli - File 001. Io sono il Sergente Keroro! - File 002. Entra in scena comandante maggiore della famiglia Hinata! - File 003. Momoka Nishizawa, la ragazza dalla doppia personalità - File 004. Visita alla stanza del sergente - File 005. Rapporto: ultime notizie dalla famiglia Hinata - File 006. Il piano per tenere sotto sorveglianza il sergente - File 007. La discesa del demone della stagione delle piogge - File 008. Il Sergente e Momoka! La grande operazione del mare del sud - File 009. Ferie, pagate, tranquille e rilassanti - File 010. L'impressionante apocalisse della famiglia Hinata |                                      |                             |
| 2  | Keroro 2 「ケロロ軍曹 2」 - Keroro gunsō 2 | 28 giugno 2000 ISBN 4-04-713344-2    | 17 maggio 2007              |
| 2  | Capitoli - File 011. L'attacco di una nuova forma di vita - File 012. Keroro VS Giroro,, la grande sfida volante - File 013. Il Sergente supera il punto critico - File 014. La riunione per mettere a punto un piano segreto - File 015. Fuyuki e Momoka: la grande fuga d'amore sotterranea - File 016. Cronaca delle grandi pulizie a casa Hinata - File 017. Operazione intercettazione genitore in vista - File 018. Grande blitz al cioccolato - File 019. Il caso Mutsumi - File 020. Il quarto extraterrestre - File 20,5. La combattente terrestre è in pericolo                                             |                                      |                             |
| 3  | Keroro 3 「ケロロ軍曹 3」 - Keroro gunsō 3 | 26 febbraio 2001 ISBN 4-04-713396-5  | 18 giugno 2007              |
| 3  | Capitoli - File 021. Messa in onda forzata di una trasmissione personale - File 022. Natsumi in una situazione disperata! - File 023. Mamma Hinata e la gioventù ritrovata - File 024. Operazione conquista del tesoro! Natsumi a tutto gas! - File 025. La sfida del terrore! - File 026. Grande operazione amorosa! L'attacco a Mois - File 027. Nascita esplosiva: l'altra Momoka Nishizawa - File 028. Una nuova squadra di invasori sulla Terra - File 029. Grande successo! Un regalo tipico del mio stile! - File 29,5. La fantastica Sumomo                                                                   |                                      |                             |
| 4  | Keroro 4 「ケロロ軍曹 4」 - Keroro gunsō 4 | 21 settembre 2001 ISBN 4-04-713455-4 | 19 luglio 2007              |
| 4  | Capitoli - File 030. Immagini scioccanti dell'anno nuovo! - File 031. Colpite l'orco rosso che piange! - File 032. Lotta disperata! La prima battaglia con le palle di neve - File 033. Il negozio eternamente immutabile - File 034. Il dente molare posseduto dai demoni - File 035. Io sono te, tu sei me! - File 036. Che nostalgia! Storia di un maestro extraterrestre e del suo allievo - File 037. Rapporto dettagliato sul ritorno al paese natale della famiglia Hinata |                                      |                             |
| 5  | Keroro 5 「ケロロ軍曹 5」 - Keroro gunsō 5 | 29 maggio 2002 ISBN 4-04-713496-1    | 21 agosto 2007              |
| 5  | Capitoli - File 038. Fuga dal calore incandescente! L'avanzata sotterranea - File 039. Grande operazione! Irruzione alla festa sportiva - File 040. La grande operazione per catturare i viaggiatori spaziali - File 041. Domanda e risposta! Grande operazione per il compleanno - File 042. Auguri di capodanno! Il grande coro del gioco dell'oca - File 043. Momoka cambierà scuola? Il padre all'attacco! - File 044. Grande re del terrore! Go! Go! Go! - File 045. I ricordi e il presente |                                      |                             |
| 6  | Keroro 6 「ケロロ軍曹 6」 - Keroro gunsō 6 | 29 gennaio 2003 ISBN 4-04-713532-1   | 19 settembre 2007           |
| 6  | Capitoli - File 046. Un misterioso extraterrestre in casa Hinata a Tokyo - File 047. Direttiva urgente! Ordine di degradare K66! - File 048. Ranocchio VS Natsumi! La grande sfida nell'acqua - File 049. Pericolo durante l'esplorazione sottomarina - File 050. Sfida alla festa! Umana VS alieno - File 051. Che seccatura il sergente maggiore! - File 052. La grande umanità del caporale Giroro - File 053. L'invasione più piccola della storia (Parte 1) |                                      |                             |
| 7  | Keroro 7 「ケロロ軍曹 7」 - Keroro gunsō 7 | 24 settembre 2003 ISBN 4-04-713574-7 | 18 ottobre 2007             |
| 7  | Capitoli - File 054. L'invasione più piccola della storia (Seconda Parte) - File 055. La misteriosa studentessa venuta da un'altra scuola - File 056. Il quinto commilitone! La storia di Dororo - File 057. Emergenza! L'irruzione di Koyuki Azumaya - File 058. Grande operazione expo floreale spaziale - File 059. Come trovare lavoro nel mondo degli effetti speciali - File 060. L'epidemia di Maggio - File 061. L'annuale assalto dei piccoli invasori |                                      |                             |
| 8  | Keroro 8 「ケロロ軍曹 8」 - Keroro gunsō 8 | 24 marzo 2004 ISBN 4-04-713613-1     | 19 novembre 2007            |
| 8  | Capitoli - File 062. La più grave crisi di Natsumi! La nuova arma biologica - File 063. La rete elettrica in avaria e l'operazione per sfuggire al caldo torrido - File 064. La grande operazione di vendita porta a porta - File 065. Acquisto impulsivo - File 066. La grande operazione per capire i segreti dei fumettisti - File 067. L'arruolamento degli animali Pokopeniani - File 068. L'assalto dei giornalisti! Operazione caldo benvenuto - File 069. La grande operazione per temprare i ragazzi al freddo                                                                                               |                                      |                             |
| 9  | Keroro 9 「ケロロ軍曹 9」 - Keroro gunsō 9 | 6 agosto 2004 ISBN 4-04-713651-4     | 19 dicembre 2007            |
| 9  | Capitoli - File 070. Duello per andare alle terme! La grande operazione per fare il bagno insieme - File 071. L'attacco del bambino Pokopeniano - File 072. Autorizzazione ufficiale! Il caso Mutsumi - File 073. Il seccatore spaziale - File 074. Dopo la separazione l'incontro, dopo la pioggia il sereno - File 075. Grande operazione invasione automatica - File 076. La più grande operazione nella storia |                                      |                             |
| 10 | Keroro 10 「ケロロ軍曹 10」 - Keroro gunsō 10 | 24 febbraio 2005 ISBN 4-04-713705-7  | 22 gennaio 2008             |
| 10 | Capitoli - File 077. Brividi e terrore (1ª Parte) - File 078. Brividi e terrore (2ª Parte) - File 079. L'iniziazione spaziale per farsi strada nel mondo - File 080. Relazione di Fuyuki Hinata sulle abitudini degli alieni - File 081. Battaglia Decisiva: 24 Ore del Plotone di Keroro (Prima Parte) - File 082. Battaglia Decisiva: 24 Ore del Plotone di Keroro (Seconda Parte) - File 083. Battaglia Decisiva: 24 Ore del Plotone di Keroro (Terza Parte) |                                      |                             |

## Volumi 11-20
| Nº | Titolo italiano Giapponese 「Kanji」 - Rōmaji | Data di prima pubblicazione             | Data di prima pubblicazione |
| Nº | Titolo italiano Giapponese 「Kanji」 - Rōmaji | Giapponese                              | Italiano                    |
| 11 | Keroro 11 「ケロロ軍曹 11」 - Keroro gunsō 11 | 5 ottobre 2005 ISBN 4-04-713762-6       | 20 febbraio 2008            |
| 11 | Capitoli - File 084. Battaglia Decisiva: 24 Ore del Plotone di Keroro (Finale) - File 085. La storia di Koyuki e Dororo - File 086. La grande guerra tra modellini a casa Hinata - File 087. Il salvataggio di Natsumi sotto la pioggia - File 088. Un nuovo inizio! La fuga di Keroro - File 089. Il padiglione privato di Momoka - File 090. I giovani membri delle forze keroniane si scatenano! - File 091. La grande operazione per consolare la mamma                        |                                         |                             |
| 12 | Keroro 12 「ケロロ軍曹 12」 - Keroro gunsō 12 | 22 febbraio 2006 ISBN 4-04-713791-X     | 20 marzo 2008               |
| 12 | Capitoli - File 092. Divieto di Hard-Boiled - File 093. Fuyuki e l'amicizia nel bagno - File 094. Keroro è ammalato - File 095. La grande operazione del cocomero alla keroniana - File 096. Scontro violento con il tifone - File 097. Una passeggiata nello spazio saltando con la corda - File 098. Scherzetto o invasione? La notte folle di Halloween - File 099. Gli inviati della Dark Zone! La grande operazione per salvare Fuyuki! - File 100. La perdita del capodanno! |                                         |                             |
| 13 | Keroro 13 「ケロロ軍曹 13」 - Keroro gunsō 13 | 21 luglio 2006 ISBN 4-04-713837-1       | 21 aprile 2008              |
| 13 | Capitoli - File 101. Il tranello della Keroball - File 102. Southerncross - File 103. Grande gara sulla neve - File 104. I keroniani contro la bambola per la festa delle bambine - File 105. L'invasione dei ciliegi - File 106. Il primo vento di primavera - File 107. Addestramento alla lotta - File 108. Una strana panetteria - File 109. Sfida tra ninja spaziali |                                         |                             |
| 14 | Keroro 14 「ケロロ軍曹 14」 - Keroro gunsō 14 | 22 febbraio 2007 ISBN 978-4-04-713903-9 | 21 maggio 2008              |
| 14 | Capitoli - File 110. Un essere odioso - File 111. Una casa con piscina da sogno - File 112. Una storia caotica in piena estate - File 113. Esercizi ginnici spaziali - File 114. Grande esperimento di scienza spaziale - File 115. La grande battaglia contro i carboidrati - File 116. L'aspirapolvere - File 117. L'autentica versione della profezia dell'Apocalisse |                                         |                             |
| 15 | Keroro 15 「ケロロ軍曹 15」 - Keroro gunsō 15 | 24 luglio 2007 ISBN 978-4-04-713939-8   | 19 giugno 2008              |
| 15 | Capitoli - File 118. La grande operazione di vigilanza - File 119. Giocare a Fukurawai - File 120. Un nuovo comandante - File 121. L'amnesia di Koyuki Azumaya - File 122. La grande operazione degli esercizi aerobici - File 123. L'arrivo della ragazza misteriosa - File 124. La statua in pietra di Fuyuki - File 125. Grande battaglia decisiva sull'isola sperduta |                                         |                             |
| 16 | Keroro 16 「ケロロ軍曹 16」 - Keroro gunsō 16 | 22 febbraio 2008 ISBN 978-4-04-715021-8 | 26 gennaio 2010             |
| 16 | Capitoli - File 126. Il giorno di Teddy Keroro - File 127. La gara di bowling - File 128. Vuoi masticare una gomma? - File 129. L'invasione nel mondo del ghiaccio - File 130. Obiettivo riposo - File 131. La sfida per la foto del fantasma - File 132. La rete difensiva potenziata - File 133. Shock! La sopravvivenza del Sergente - File 134. Tutti in fila! Ha inizio la leggenda della luce del mattino! - File 135. La grande sfida elettronica tra la terra e lo spazio  |                                         |                             |
| 17 | Keroro 17 「ケロロ軍曹 17」 - Keroro gunsō 17 | 24 luglio 2008 ISBN 978-4-04-715092-8   | 26 maggio 2010              |
| 17 | Capitoli - File 136. Guanti - File 137. Buon Natale sul campo di battaglia - File 138. Avanti, Snow Keroroman! - File 139. Attenzione! Sta nascendo una nuova specie! - File 140. L'attacco del sicario - File 141. L'abitazione proibita - File 142. Il piano per manomettere la documentazione della prima puntata - File 143. L'odissea per creare una nuova tattica - File 144. Dormirai domani! - File 145. La grande decisione                                               |                                         |                             |
| 18 | Keroro 18 「ケロロ軍曹 18」 - Keroro gunsō 18 | 24 febbraio 2009 ISBN 978-4-04-715180-2 | 23 settembre 2010           |
| 18 | Capitoli - File 146. Il riconoscimento ufficiale di Momoka Nishizawa - File 147. Vola, piccola anima! - File 148. Esercitazioni in mare - File 149. I colori della Kerotel - File 150. Il piano per alloggiare sulla Luna - File 151. La zona di sicurezza - File 152. Viaggio per l'invasione - File 153. L'annientamento del plotone di Keroro - Grande battaglia a Kyoto - File 000. Parto all'attacco!                                                                         |                                         |                             |
| 19 | Keroro 19 「ケロロ軍曹 19」 - Keroro gunsō 19 | 23 luglio 2009 ISBN 978-4-04-715295-3   | 25 maggio 2011              |
| 19 | Capitoli - File 154. Guerra culturale in una stanza chiusa! - File 155. La trasformazione in bue - File 156. Vacanze con le bolle keroniane - File 157. Il custode capo spaziale - File 158. Una punizione crudele - File 159. Il piano per telecomandare i terrestri - File 160. La nascita di Keronman - File 161. I Kero Kero Bozu - File 162. Addestramenti speciali per giornalisti di guerra - File 163. Addio, Keroro-robot!                                                |                                         |                             |
| 20 | Keroro 20 「ケロロ軍曹 20」 - Keroro gunsō 20 | 24 febbraio 2010 ISBN 978-4-04-715386-8 | 22 settembre 2011           |
| 20 | Capitoli - File 164,1. Il mostro e il paradiso - File 164,2. La portaerei e le lucciole di mare - File 164,3. Gli abissi e il principe - File 164,4. La prima notte e l'assedio - File 164,5. Il palcoscenico e il costume - File 164,6. L'attivazione e i battiti - File 164,7. Dispersi nelle grandi profondità marine |                                         |                             |

## Volumi 21-30
| Nº | Titolo italiano Giapponese 「Kanji」 - Rōmaji | Data di prima pubblicazione              | Data di prima pubblicazione              |
| Nº | Titolo italiano Giapponese 「Kanji」 - Rōmaji | Giapponese                               | Italiano                                 |
| 21 | Keroro 21 「ケロロ軍曹 21」 - Keroro gunsō 21 | 22 settembre 2010 ISBN 978-4-04-715529-9 | 25 gennaio 2012                          |
| 21 | Capitoli - File 165. Ecco la mia tecnica micidiale! - File 166. La tigre! - File 167. Smashing! Pumpkin! - File 168. Il grande pranzo da asporto preparato da Keroro! - File 169. L'invasore impossibile da assoggettare - File 170. La battaglia contro i semafori rossi! - File 171. La grande operazione del navigatore per l'invasione facilitata! - File 172. Keroro WWW - File 173. Escursione alla maniera delle forze Keroniane! - File 174. Il letto del drago - File 175. La K-Ramen sulla via del ramen nella città di Musashi, Tokio |                                          |                                          |
| 22 | Keroro 22 「ケロロ軍曹 22」 - Keroro gunsō 22 | 22 luglio 2011 ISBN 978-4-04-715747-7    | 25 luglio 2012                           |
| 22 | Capitoli - File 176. Blitz per attaccare gli adesivi! - File 177. La grande operazione della luna piena Keron d'autunno! - File 178. Il castello dell'invasore Kerocula! - File 179. Che sia per sempre Capodanno! - File 180. What Time Is It Now? - File 181. La grande operazione per dare la caccia ai terrestri! - File 182. Il superamento dello spazio-tempo! Riso in brodo piccante! - File 183. Iniziamo da capo! - File 184. La nuova fase dell'esercito Keroniano (prima parte) - File 185. La nuova fase dell'esercito Keroniano (seconda parte) |                                          |                                          |
| 23 | Keroro 23 「ケロロ軍曹 23」 - Keroro gunsō 23 | 22 marzo 2012 ISBN 978-4-04-120170-1     | 21 febbraio 2013                         |
| 23 | Capitoli - File 186. La novità mette paura - File 187. L'apparizione di un piccolo demone rosso - File 188. Il nuovo D - File 189. Sei mai stato rapito dagli extraterrestri? - File 190. Un alieno a cavallo di un delfino - File 191. La grande operazione per estrarre cose e persone dalla tv - File 192. Due Keron Star - File 193. L'antica forza - File 194. Unione di forze |                                          |                                          |
| 24 | Keroro 24 「ケロロ軍曹 24」 - Keroro gunsō 24 | 24 gennaio 2013 ISBN 978-4-04-120555-6   | 26 febbraio 2014                         |
| 24 | Capitoli - File 195. Sono apparse delle copie di Keroro! - File 196. L'invasione che salta fuori va preso a martellate! - File 197. La grande operazione con gli effetti realistici! - File 198. La nascita della nuova base di Keroro! Conquistiamo il castello inespugnabile! - File 199. L'intrusione di Black Star - File 200. Torniamo alla missione principale! Avanti marsch! - File 201. La ripresa dell'invasione - File 202. La sorpresa dopo aver allevato un essere spaziale - File 203. Come sono seccanti! - File 204. Ecco gli extraterrestri che hanno risposto alla chiamata! - File 205. Non si deve cercare l'origine del pianeta terra - File 206. Mangiami! - File 207. Io sono un gatto! - File 208. Ricicliamo anche i rifiuti spaziali! - File 209. No more furti di informazioni! |                                          |                                          |
| 25 | Keroro 25 「ケロロ軍曹 25」 - Keroro gunsō 25 | 26 marzo 2014 ISBN 978-4-04-120979-0     | 26 agosto 2015 ISBN 978-88-6920-480-7    |
| 26 | Keroro 26 「ケロロ軍曹 26」 - Keroro gunsō 26 | 26 marzo 2015 ISBN 978-4-04-102865-0     | 27 luglio 2016 ISBN 978-88-226-0133-9    |
| 27 | Keroro 27 「ケロロ軍曹 27」 - Keroro gunsō 27 | 26 maggio 2016 ISBN 978-4-04-104273-1    | 27 settembre 2017 ISBN 978-88-226-0700-3 |
| 28 | Keroro 28 「ケロロ軍曹 28」 - Keroro gunsō 28 | 25 aprile 2017 ISBN 978-4-04-105544-1    | 21 marzo 2018 ISBN 978-88-226-0933-5     |
| 29 | Keroro 29 「ケロロ軍曹 29」 - Keroro gunsō 29 | 26 maggio 2018 ISBN 978-4-04-105545-8    | 23 gennaio 2019 ISBN 978-88-226-1256-4   |
| 30 | Keroro 30 「ケロロ軍曹 30」 - Keroro gunsō 30 | 25 maggio 2019 ISBN 978-4-04-107146-5    | 22 settembre 2021 ISBN 978-88-226-2607-3 |

## Volumi 31-in corso
| Nº | Titolo italiano Giapponese 「Kanji」 - Rōmaji | Data di prima pubblicazione             | Data di prima pubblicazione            |
| Nº | Titolo italiano Giapponese 「Kanji」 - Rōmaji | Giapponese                              | Italiano                               |
| 31 | Keroro 31 「ケロロ軍曹 31」 - Keroro gunsō 31 | 25 dicembre 2020 ISBN 978-4-04-108582-0 | 26 gennaio 2022 ISBN 978-88-226-2955-5 |
| 32 | Keroro 32 「ケロロ軍曹 32」 - Keroro gunsō 32 | 26 aprile 2022 ISBN 978-4-04-112476-5   | —                                      |
| 33 | Keroro 33 「ケロロ軍曹 33」 - Keroro gunsō 33 | 26 maggio 2023 ISBN 978-4-04-113704-8   | —                                      |
| 34 | Keroro 34 「ケロロ軍曹 34」 - Keroro gunsō 34 | 26 agosto 2024 ISBN 978-4-04-115290-4   | —                                      |